# Il'ja Kulik
Il'ja Aleksandrovič Kulik (in russo Илья Александрович Кулик?; Mosca, 23 maggio 1977) è un ex pattinatore artistico su ghiaccio russo.

## Biografia
È stato campione olimpico nel 1998 a Nagano (Giappone), campione europeo nel 1995, campione della finale del Grand Prix nel 1997 e nel 1998. Ha vinto la medaglia d'argento ai campionati mondiali del 1996.
Si è sposato il 10 giugno 2002 con Ekaterina Gordeeva, campionessa olimpica di pattinaggio di coppia nel 1988 e nel 1994 (con Sergej Grin'kov). Insieme hanno una figlia, Elizaveta, nata il 15 giugno.
Si è ritirato dalla carriera sportiva nel 1998, anche se ha continuato a pattinare in eventi e spettacoli.

## Palmarès
| Internazionali | Internazionali | Internazionali | Internazionali | Internazionali | Internazionali | Internazionali |
| Evento | 1992–93        | 1993–94        | 1994–95        | 1995–96        | 1996–97        | 1997–98        |
| --- | -------------- | -------------- | -------------- | -------------- | -------------- | -------------- |
| Giochi olimpici invernali                                                                                                 |                |                |                |                |                | 1°             |
| Campionati mondiali |                |                | 9°             | 2°             | 5°             |                |
| Campionati europei |                |                | 1°             | 3°             | 4°             |                |
| CS Finale |                |                |                | 4°             | 4°             | 1°             |
| CS NHK Trophy |                |                |                |                | 2°             | 1°             |
| CS Skate America |                |                |                | 6°             |                |                |
| CS Skate Canada |                |                |                |                | 2°             | 2°             |
| CS Trophée de France |                |                |                | 1°             |                |                |
| Finlandia Trophy |                |                |                | 2°             |                |                |
| Karl Schäfer Memorial |                |                | 3°             |                |                |                |
| Nebelhorn Trophy |                |                | 1°             |                |                |                |
| Internazionali: Junior |                |                |                |                |                |                |
| Campionati mondiali | 3°             | 11°            | 1°             |                |                |                |
| Nazionali |                |                |                |                |                |                |
| Campionati russi |                |                | 2°             | 2°             | 1°             | 1°             |
| CS = Gara entrata nel circuito Champions Series nella stagione 1995–1996 (rinominata Grand Prix nella stagione 1998–1999) |                |                |                |                |                |                |